# Bloque errático

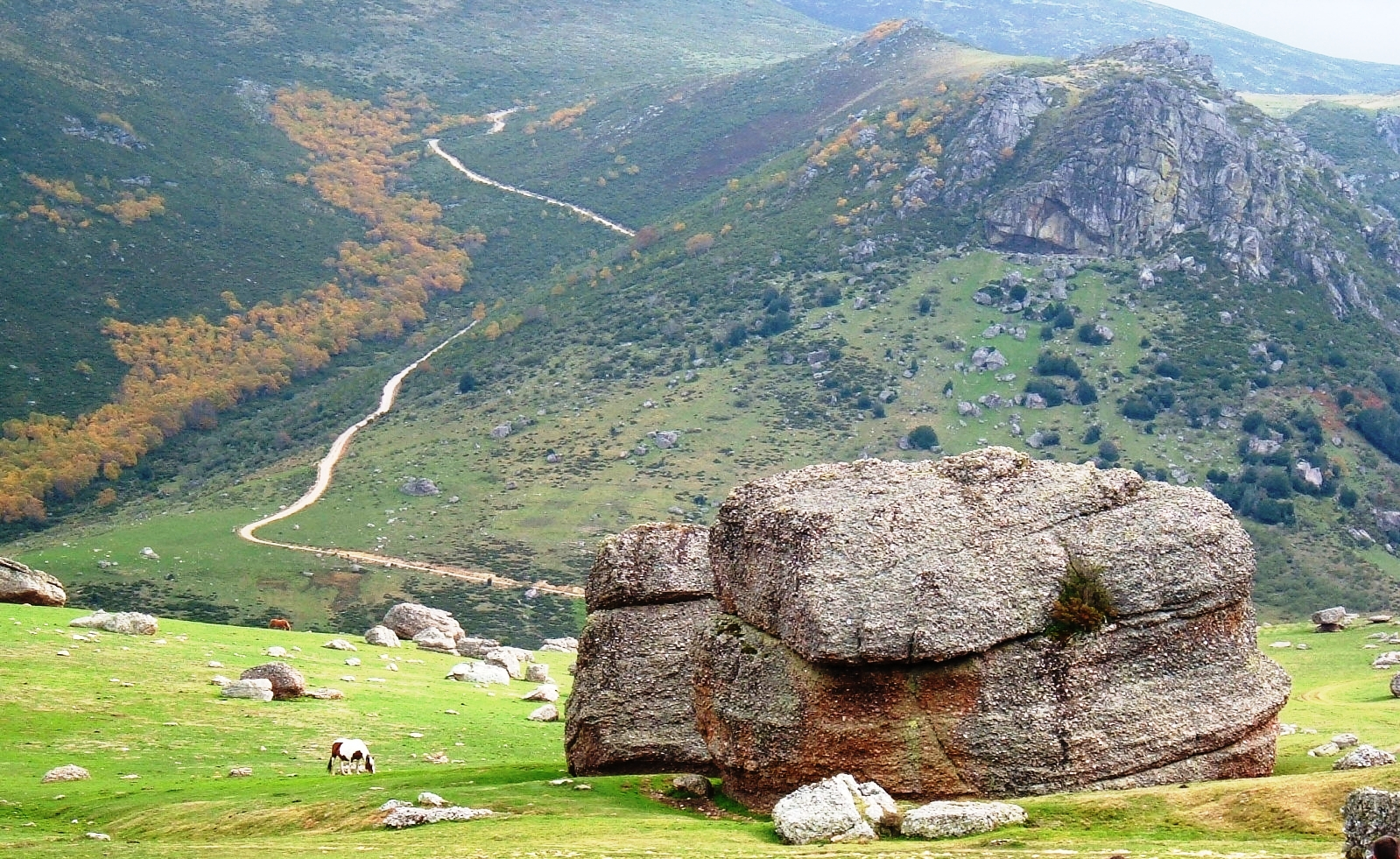
Los Cantos de la Borrica, bloques erráticos de origen glaciar en el Puerto de Sejos en Cantabria (España).

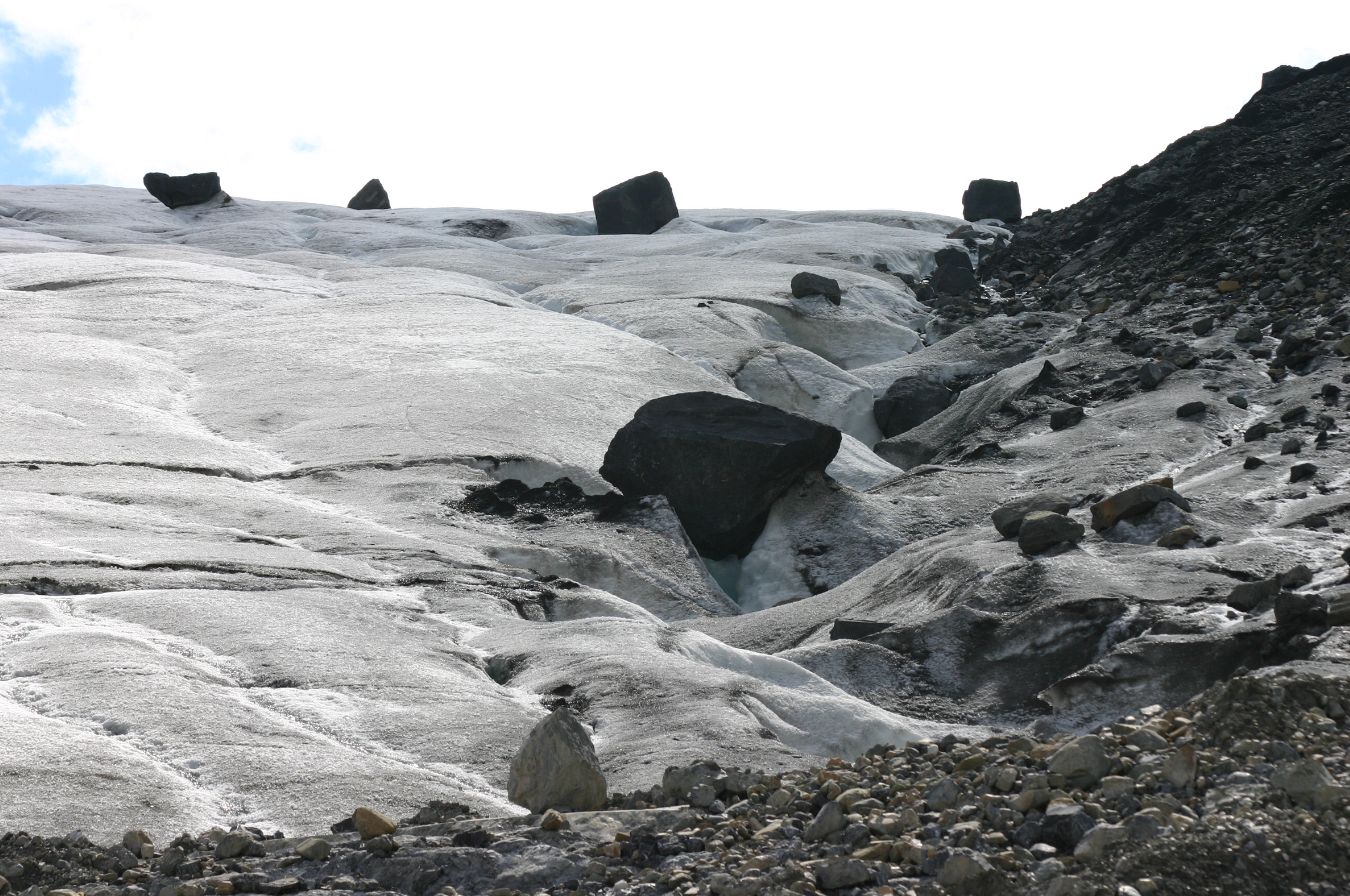
Bloques erráticos sobre el glaciar Athabasca (parque nacional Jasper, Alberta, Canadá).

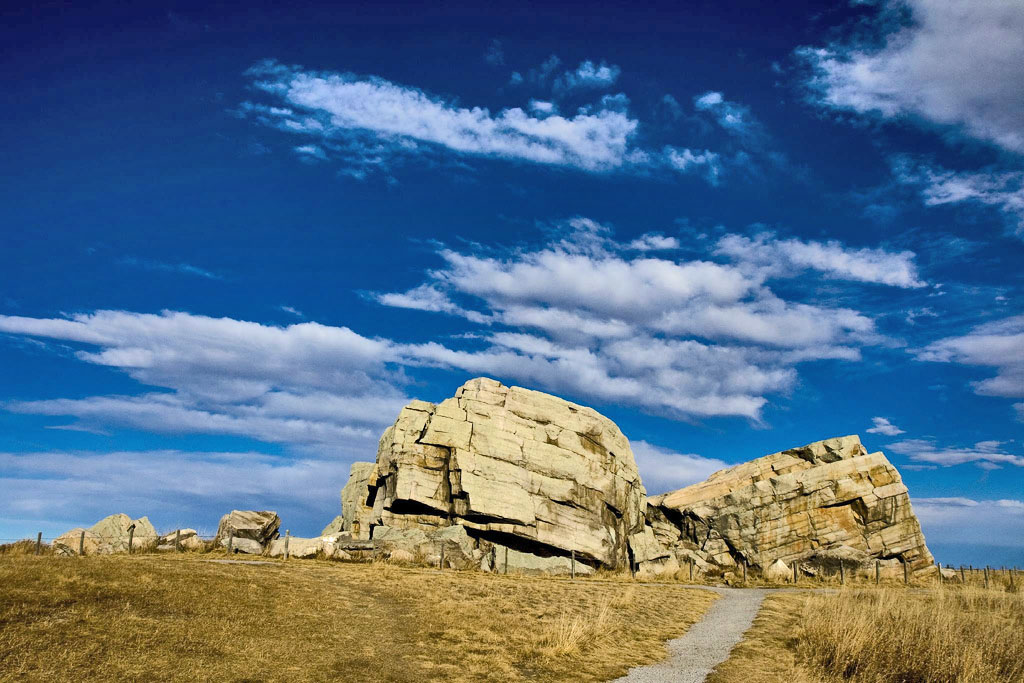
Big Rock (también conocida como los erráticos Okotoks), con 15.000 toneladas, 41 m de largo, 18 m de ancho y 9 m de altura, es el bloque errático conocido más grande del mundo.

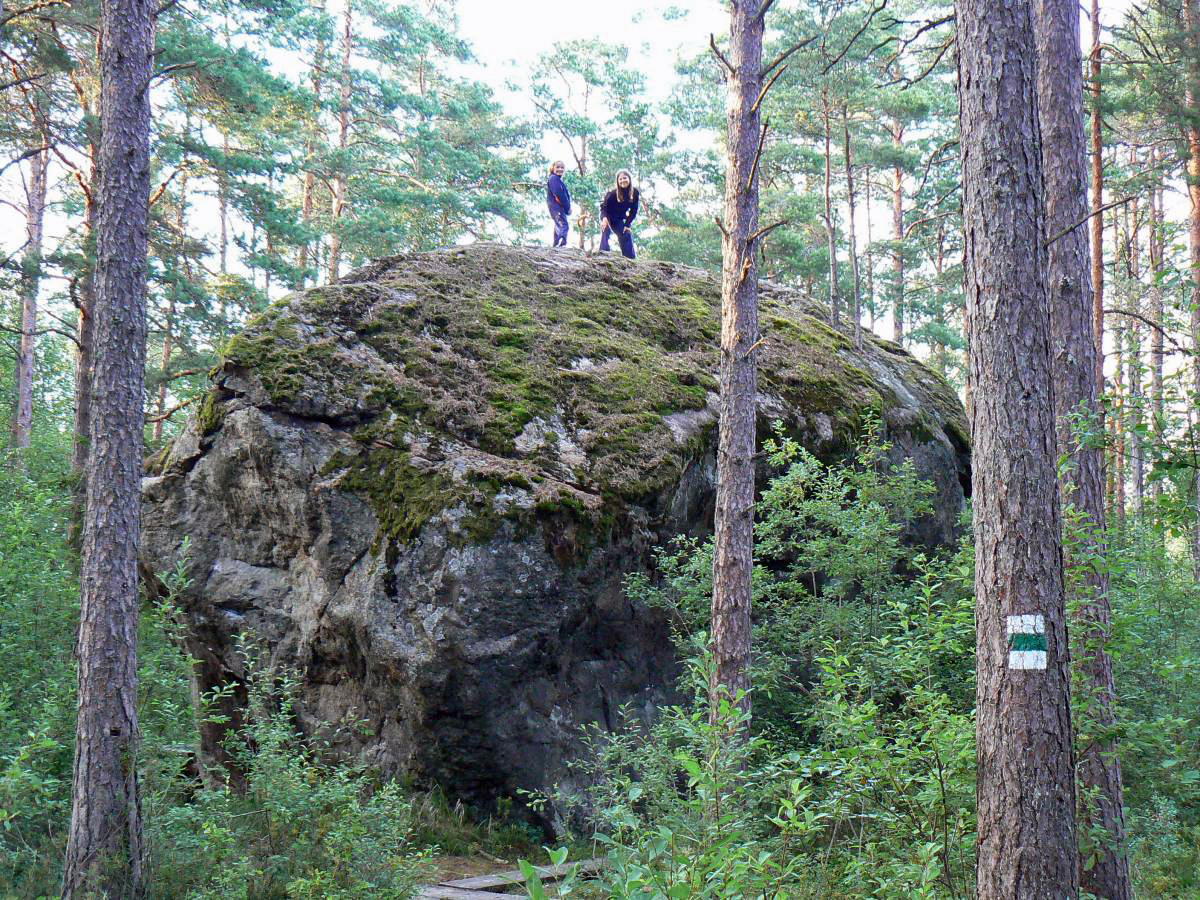
Bloque errático en Majakivi (Estonia).

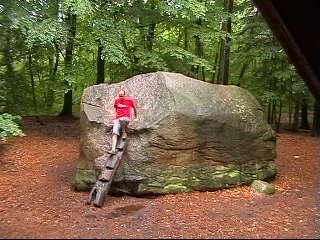
La "Giebichenstein" en Stöckse, Alemania.

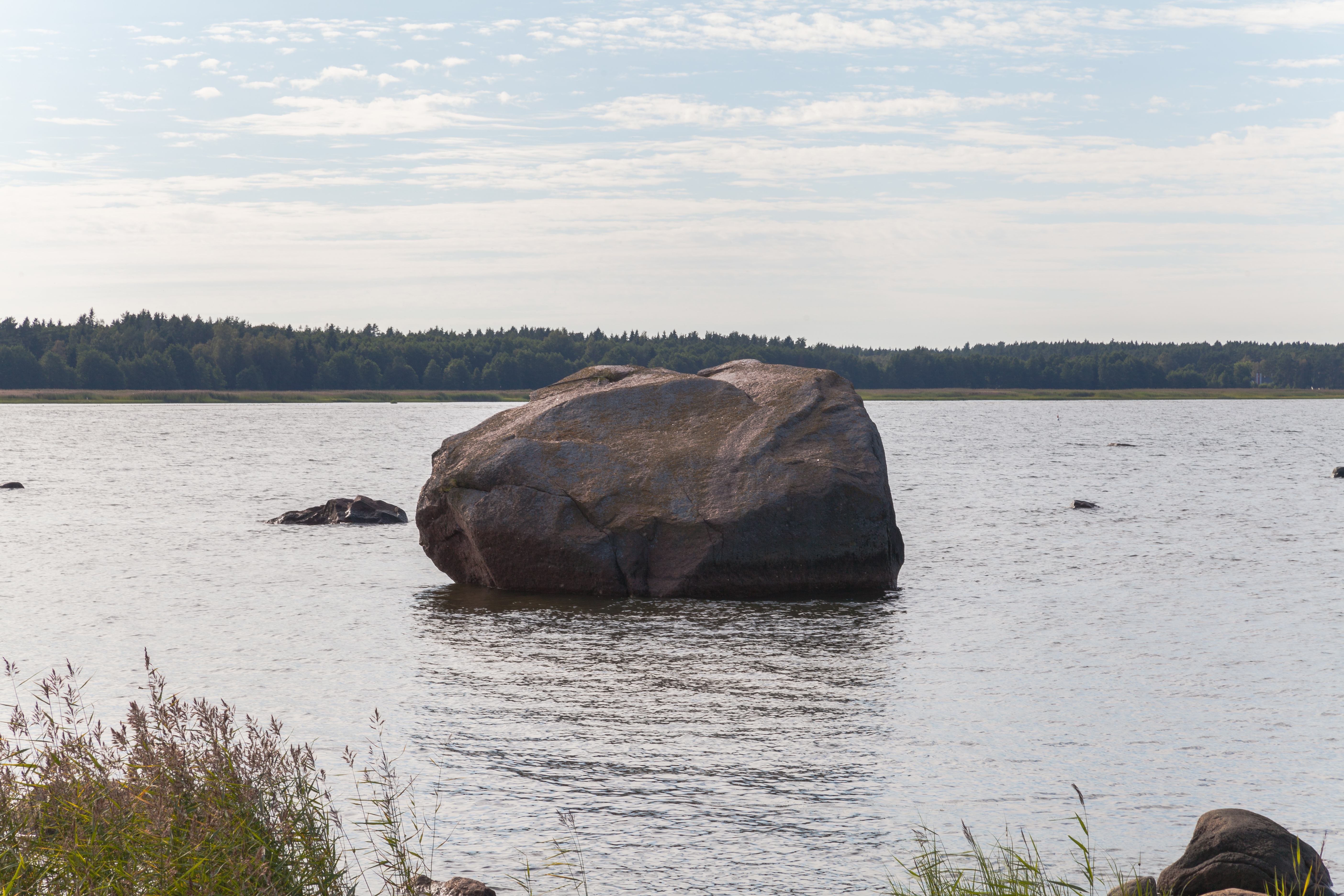
Bloque errático en el parque Nacional de Lahemaa, Estonia.

Un bloque errático, en geología y en geomorfología, es un fragmento de roca relativamente grande que difiere por su tamaño y tipo de la roca nativa de la zona en la que se apoya. Los «erráticos» toman su nombre de la palabra latina errare, y fueron transportados por el hielo de los glaciares, a menudo a distancias de cientos de kilómetros, quedando depositados cuando se fundió el hielo. Los bloques erráticos pueden variar en tamaño desde guijarros hasta rocas de gran tamaño, como los bloques de Okotoks o la Big Rock (16.500 toneladas), en Alberta. Se han encontrado bloques erráticos por todas partes donde hubo glaciares: en Alemania, en Londres, en Lyon, en Estados Unidos o en Canadá.
Los geólogos identifican los bloques erráticos estudiando su composición y la de las rocas que los rodean y son importantes porque:
- al ser transportados por los glaciares, son un indicador de la probable trayectoria del movimiento del glaciar prehistórico. Su origen litográfico puede remontarse a la roca madre, lo que permite la confirmación de la ruta del flujo de hielo.

- pueden ser transportados a través de las aguas por hielo flotante (ice-rafting). Esto permite la cuantificación de la extensión de las inundaciones glaciales resultantes del colapso de los diques de hielo, que liberaron las aguas almacenadas en los lagos proglaciales como el lago Missoula. Los bloques erráticos llevados por las balsas de hielo se quedaron varados y, posteriormente, se derritieron, dejando caer su carga, con lo que muestran la caracterización de las marcas de agua alta en caso de inundaciones transitorias en áreas como el estacional lago escondido

- los bloques erráticos caídos en icebergs fundidos en el océano pueden ser usados para rastrear los movimientos de los glaciares en las regiones de la Antártida y el Ártico en períodos anteriores al registro de retención. Estos pueden ser correlacionadas con la temperatura del océano y los niveles para entender mejor y calibrar los modelos climáticos globales.[1]

## La formación de los bloques erráticos

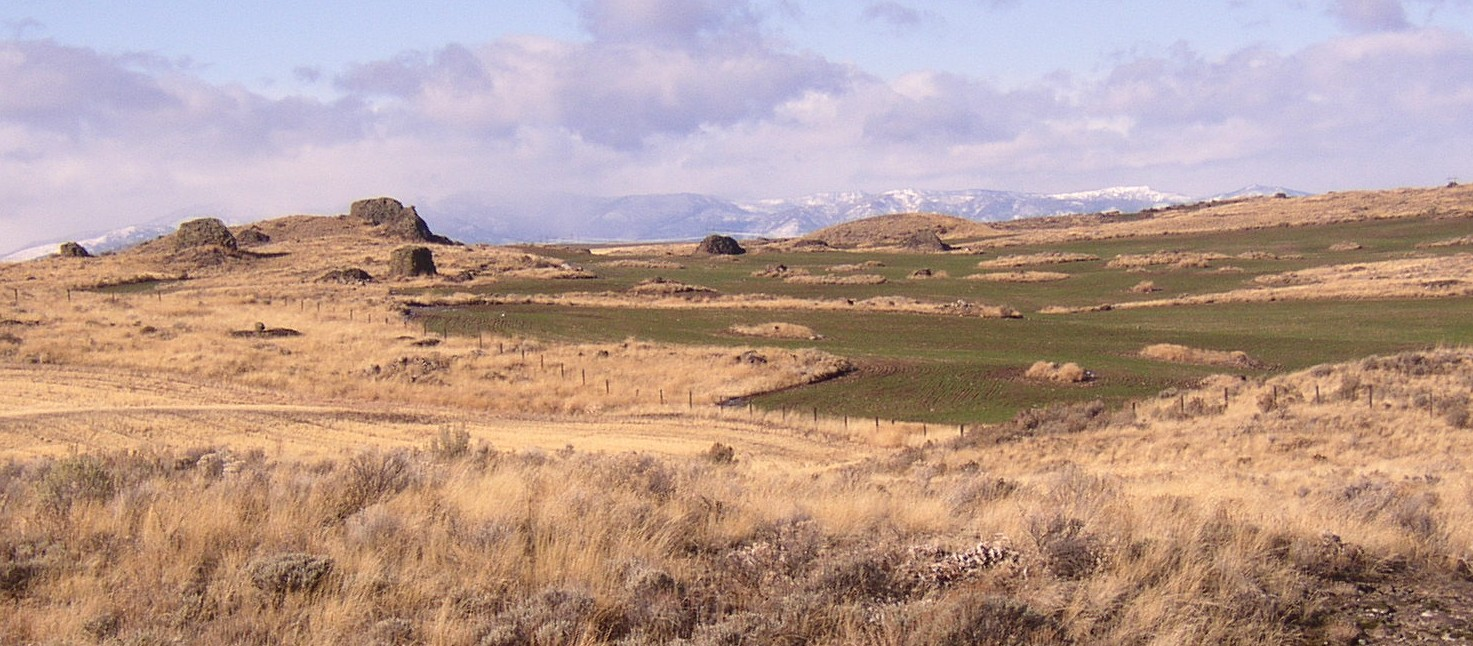
Múltiples bloques erráticos en la morrena terminal del lóbulo Okanagon (la cordillera de las Cascadas, al fondo).

El término «errático» es comúnmente utilizado para referirse a los bloques erráticos, que Geikie describe como:

(...) son grandes masas de roca, a menudo tan grandes como una casa, que han sido transportados por glaciares de hielo, y han sido abandonados en un lugar destacado en los valles glaciares o han sido esparcidos por las colinas y llanuras. Y el examen de sus características mineralógicas lleva a la identificación de sus fuentes...
(...) are large masses of rock, often as big as a house, what have been transport by glacier-ice, and have been lodged in a prominent position in the glacier valleys or have been scattered over hills an plains. And examination of their mineralogical character leads the identification of their sources…
Sir Archibald Geikie (1882)

En geología, un bloque errático es cualquier material movido por fuerzas geológicas de un lugar a otro, generalmente por un glaciar. Los bloques erráticos se forman por la erosión glacial resultando de los movimientos del hielo. Los glaciares erosionan mediante varios procesos: abrasión / limpieza, arranque y desbrave, empuje glacial y desprendimientos inducidos. Los glaciares rompen pedazos de roca del lecho glaciar en el proceso de desbrave, produciendo grandes bloques erráticos. En un proceso de abrasión, los derrubios del hielo basal raspan a lo largo del lecho, puliendo y rasgando las rocas subyacentes, similar al papel de lija sobre la madera, produciendo pequeños till glaciales. En el empuje del hielo, el glaciar congela su lecho, y cuando a continuación avanza hacia delante, mueve grandes capas de sedimento congelado en la base a lo largo del glaciar. Los desprendimientos glacialmente inducidos se producen cuando la formación de lentes de hielo de las rocas bajo el glaciar sacan afuera capas de roca, proporcionando derrubios más pequeños que son molidos con los materiales basales hasta convertirse en till.
Algunas evidencias apoyan otras opciones para la creación de los bloques erráticos, así, las avalanchas de rocas en la superficie superior del glaciar (supraglacial). El transporte supraglacial de rocas se producen cuando el glaciar socava una pared rocosa, que colapsa sobre la superficie superior del glaciar. Las características más destacadas de las rocas transportadas por avalancha supraglacial son las siguientes:
- Composición monolitológica: se encuentran con frecuencia en las proximidades un grupo de rocas de similar composición. No se dan mezclas de las múltiples litologías normalmente presentes en toda la cuenca del glaciar.

- Angularidad: las rocas transportadas supraglacialmente tienden a ser rugosas e irregulares, sin signos de abrasión subglaciales. Los lados de los bloques son más o menos planos, sugiriendo que algunas superficies pueden los planos de fractura originales.

- Gran tamaño: la distribución del tamaño de los bloques tiende a estar sesgada hacia los bloques más grandes que las producidas subglacialmente.

- Posición superficial de lo bloques: los bloques se posicionan sobre la superficie de los depósitos glaciales, en oposición a que estén, total o parcialmente enterrados.

- Extensiones de áreas restringidas: los campos de bloques tienden a tener áreas de extensión limitada; el grupo de bloques juntos, coherente con el depósito de rocas en la superficie del glaciar y posteriormente su depósito en la parte superior de la deriva glacial.

- Orientaciones: las piedras pueden estar lo suficientemente próximos como para que los planos de fractura originales puedan ser comparados.

- Ubicaciones de los trenes de bloques: los bloques aparecen en filas, trenes o grupos a lo largo de las morrenas laterales en lugar de estar ubicados en la morrena terminal o en el campo glacial general.

### Bloques erráticos de transporte glaciar

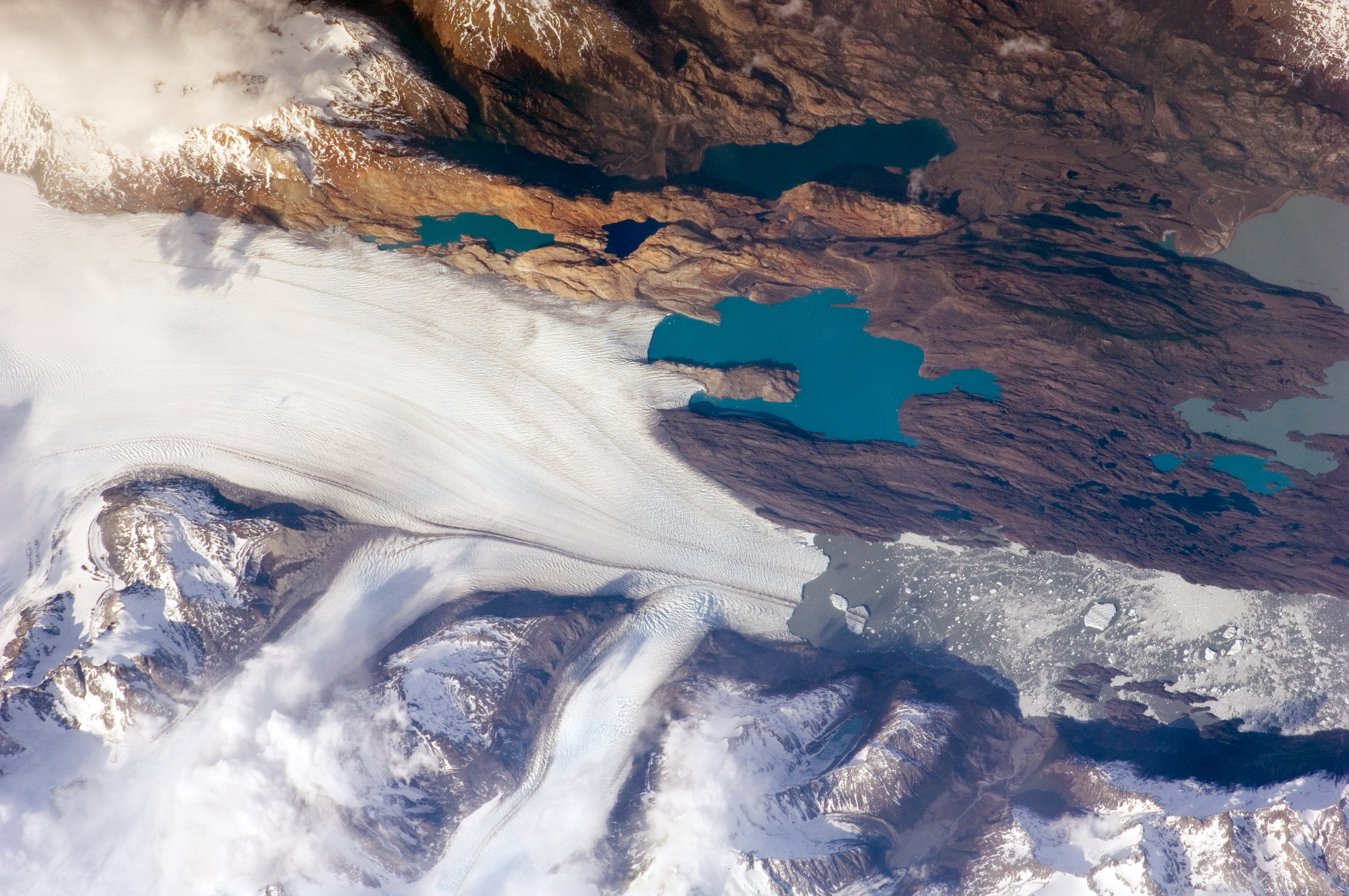
Dos icebergs conservan claramente fragmentos de la morrena (derrubios de rocas) que forma una línea oscura a lo largo de la superficie superior del glaciar. La inclusión de la morrena ilustra cómo las rocas terrestres y los sedimentos son transportados por el hielo.

Los bloques erráticos constituyen un instrumento importante en la caracterización de las direcciones de los flujos de los glaciares, que son habitualmente utilizados en la reconstrucción con una combinación del análisis de las morrenas, eskers, drumlins, canales de agua de deshielo y datos similares. La distribución de los bloques erráticos y las propiedades de los till glaciales permiten la identificación de la roca fuente de la que derivan, lo que confirma la dirección del flujo, en particular cuando el afloramiento de origen es único o está limitado a una localización restringida. Los materiales pudieron haber sido transportados por el flujo de múltiples glaciares antes de su deposición, lo que puede complicar la reconstrucción del flujo glaciar.
Los geólogos, generalmente, se ayudan de las morrenas para reconstruir el avance más lejano de un glaciar. Sin embargo, estas formaciones son relativamente frágiles y a menudo desaparecen con la erosión. Los bloques erráticos pueden ser entonces de gran ayuda porque es raro que sean desplazados por un glaciar después de su depósito. Así, el bloque errático de la colina de la Croix-Rousse, en Lyon (el «gros Caillou», la "piedra grande") ha permitido probar que el glaciar del Ródano habría cruzado los ríos río Ródano y río Saona en la glaciación Riss.
También hay bloques erráticos submarinos, ya sea porque estaban en tierra firme cuando fueron depositados y que los niveles del mar se elevaron desde entonces, ya sea porque estuvieron atrapados en un iceberg que los arrojó al mar al fundirse.

### Bloques erráticos de transporte por el hielo

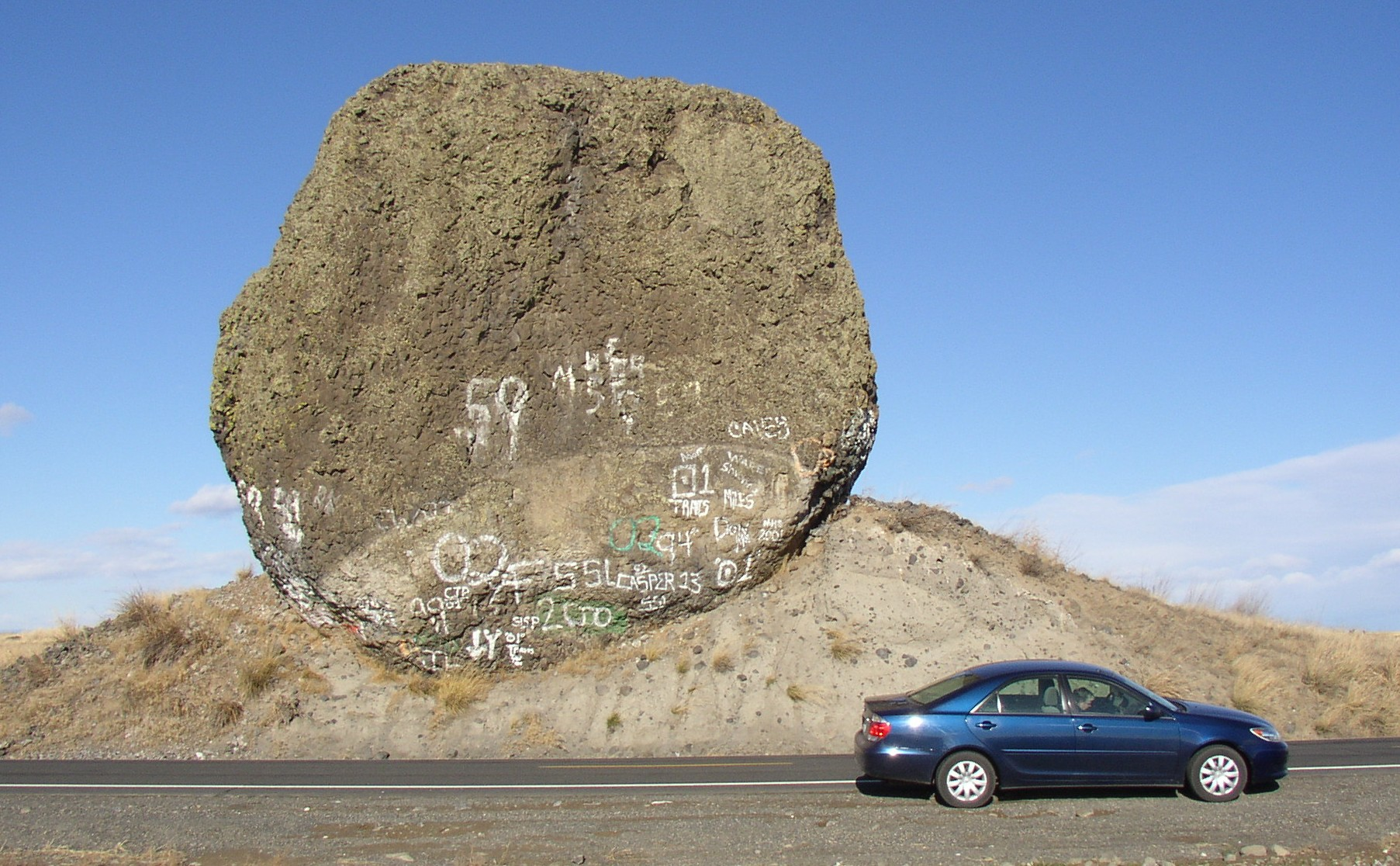
Yeager Rock, un bloque errático de 400 toneladas en la meseta Waterville, Washington. Notése el till glacial por debajo de la roca.

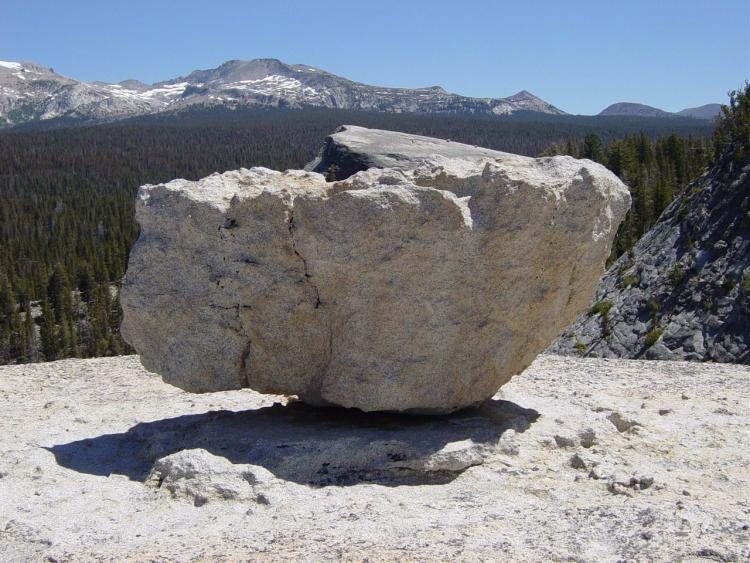
Bloques erráticos glaciales angulares sobre la Lembert Dome.

El hielo glacial arrastra los derrubios de diferentes tamaños, desde pequeñas partículas hasta masas muy grandes de roca. Estos restos se transportan a la costa por el hielo glaciar y son liberados durante la producción, deriva y fusión de icebergs. La tasa de liberación de derrubios depende del tamaño de la masa de hielo en que son transportados así como de la temperatura del océano por el que flotan los témpanos de hielo.
Los sedimentos del Pleistoceno tardío en el suelo del Atlántico Norte muestran una serie de capas (llamadas capas Heinrich), que contienen derrubios transportados por el hielo flotante. Fueron formadas entre 14.000 y 70.000 años antes del presente. El origen de los derrubios depositados pueden rastrearse tanto por la naturaleza de los materiales liberados tanto por el camino en que se han ido liberando los desechos. Algunas rutas se extienden más de 3.000 km de distancia desde el punto en que los témpanos de hielo se desprendieron originalmente.
La ubicación y altitud de los depósitos arrastrados por el hielo flotante en relación con el paisaje moderno ha sido utilizado para identificar el nivel más alto de las aguas en los lagos proglaciales (por ejemplo, el lago Musselshell en el centro de Montana) y los lagos temporales (por ejemplo, el lago Lewis en Washington. ILos derrubios se depositan cuando los iceberg encallan en la costa y posteriormente se funden, o se liberan en alta mar cuando la masa de hielo se funde. Por lo tanto, todos los depósitos erráticos se depositan por debajo del nivel real del agua alta del lago; sin embargo, la altitud medida de los derrubios puede ser usado para estimar la elevación de la superficie del lago.
Esto se logra reconociendo que en un lago de agua dulce, el iceberg flota hasta que el volumen de los derrubios supera el 5% del volumen del iceberg. Por lo tanto, puede establecerse una correlación entre el tamaño del iceberg y el tamaño de los bloques. Por ejemplo, un bloque de 1,5 m de diámetro puede ser transportada por un iceberg de 3 m de alto y alturas de roca superiores a los 2 m requieren icebergs de 4 m de alto.

### Grandes bloques erráticos

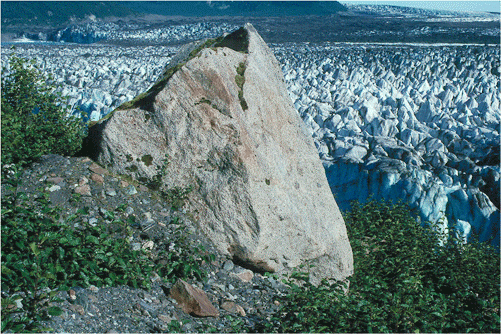
Área expuesta por la retirada del glaciar Steller (Alaska), en agosto de 1996, la parte más occidental del lóbulo del piedemonte del glaciar Bering. La superficie del suelo está cubierta por sedimentos glaciales depositados como ubicación y till de ablación. El bloque errático es una pieza angular, de unos 20 pies de altura de gneis. El glaciar Bering fluye a través del parque nacional Wrangell-San Elías.

Los grandes bloques erráticos consisten en pedazos de lecho de roca que han sido levantados y transportados por los glaciares de hielo para posteriormente ser abandonados por encima de los depósitos glaciales o depósitos fluvioglaciales que se conocen como témpanos glaciales, balsas (Schollen) o megablocks erráticos. Los megablocks erráticos tienen, en general, una relación entre longitud y espesor del orden de 100 a 1. Estos megablocks se pueden encontrar expuestos parcialmente o totalmente enterrados por till y son claramente alóctonos, ya que están superpuestos al till glacial. Los megablocks pueden ser tan grandes que se confunden con lechos rocosos hasta niveles glaciales o sedimentos fluviales subyacentes y son identificados mediante perforación o excavación. Tales megablocks erráticos, de más de 1 km² de superficie y 30 m de espesor, se puede encontrar en las praderas canadienses, Polonia, Inglaterra, Dinamarca y Suecia. Un megablock errático situado en Saskatchewan tiene 30 km por 38 km y hasta 100 m de espesor. Sus fuentes se pueden identificar por la localización de los lechos de roca de los que fueron separados; varias balsas de Polonia y Alberta se ha determinado que se han transportado más de 300 km de su fuente.

### Bloques erráticos no glaciales
En geología, un bloques errático es cualquier material que no es nativo de su emplazamiento inmediato, sino que ha sido transportado desde otro lugar. Los ejemplos más comunes de bloques erráticos están asociados con el transporte glacial, tanto por transporte directo de un glaciar como arrastre por el hielo flotante. Sin embargo, otros bloques erráticos han sido identificados como resultado de la algas holdfasts, que han sido documentadas como capaces de transportar rocas de hasta 40 cm de diámetro enredadas en las raíces de los troncos a la deriva, e incluso con el transporte de piedras en los estómagos de pinnípedos durante la búsqueda de alimento.

## Historia
Los bloques erráticos fueron considerados alguna vez pruebas de una inundación masiva sucedida aproximadamente hace 10 000 años, similar a las inundaciones legendarias descritas en los textos de las antiguas civilizaciones de todo el mundo. Hay antiguas leyendas de una inundación épica provenientes de muchas culturas, incluidas las mesoamericana, sumeria (Poema de Gilgamesh), hebrea (Antiguo Testamento) y culturas del valle del Indo.

### Primeras hipótesis
En el siglo XVIII los primeros geólogos que llegaron a los Alpes suizos y al cantón del Jura quedaron intrigados por las enormes rocas graníticos de varias toneladas de peso dispuestas en las colinas, aisladas en medio de las llanuras, etc. Rápidamente se les llamó «erráticos», porque nadie sabía cómo podrían haber llegado hasta allí, estaban como perdidas. Horace-Bénédict de Saussure estaba perplejo: 

Les granites ne se forment pas dans la terre comme des truffes, et ne croissent pas comme des sapins sur les roches calcaires!
¡Los granitos no se forman en la tierra como la trufa, y no crecen como las sabinas en las rocas calcáreas!

.
Se elaboraron muchas teorías y explicaciones. Jean-Étienne Guettard supuso en 1762 que los bloques erráticos de la llanura del norte de Europa eran los restos de una antigua montaña erosionada.
Pero el origen alpino de estos bloques se demostró rápidamente y esto planteaba la cuestión del transporte de estos bloques. En 1778, Jean-André De Luc emitió la hipótesis de que las explosiones subterráneas de bolsas de aire causaban la expulsión de los bloques a kilómetros. De Saussure no se adhirió a esta idea que juzgó alocada: no había constancia de ningún ejemplo de tales explosiones y de haberlas, los bloques se pulverizarían cayendo al suelo.
De Saussure observó mientras que los bloques se encontraban en el eje de los valles de los Alpes. La conexión entre los bloques erráticos y el transporte fluvial fue establecida rápidamente: las rocas habrían sido depositadas durante las grandes inundaciones causadas por la ruptura de los lagos o por la fusión de los glaciares de repente por los gases calientes. Leopold von Buch calculó incluso la fuerza requerida para que estos bloques fuesen acarreados por encima del Jura.
Otros, sin embargo, estaban planeando un origen marino: el levantamiento de los Alpes habría sido tan brutal que el mar que estaba a sus pies habría acarreado las piedras al retirarse. Otros, a partir de observaciones sobre el hielo, parece que los bloques fueron depositadas por el mar o témpanos de hielo de fusión, cuando el mar cubría la zona.
Todas estas teorías tenían sus ventajas y sus defectos, sus defensores y detractores, pero no gozaban de unanimidad.

### El origen glaciar
Otra vía fue explorada por otros naturalistas: los glaciares. De hecho, en ese momento, los glaciares estaban en plena crecida a causa de lo que más tarde se llamó la Pequeña Edad de Hielo al punto de inquietar a las autoridades suizas, que temieron por la destrucción de algunas aldeas por el hielo.
En 1821, Ignace Venetz, un ingeniero suizo, estudiaba los glaciares para comprender su funcionamiento y recogía testimonios sobre su avance; constató una cuestión hasta ese momento desconocida: que los glaciares transportaban materiales y que los impulsaban delante en montones de derrubios que formaban unas colinas características. Y observando que esas mismas colinas aparecían varios kilómetros aguas abajo de donde estaba en ese momento el frente glaciar, llegó a la conclusión de que los bloques erráticos no eran ni más ni menos que las huellas de antiguas morrenas y glaciares que se habrían retirado. Pero esta conclusión era inquietante según la tradición cristiana, ya que la Tierra, desde su creación, se estaría enfriando: los glaciares no habrían podido ser más grandes que en ese momento. Para Venetz, sin embargo, no había ninguna duda: el clima de la Tierra oscila entre el calor y el frío y la avanzada de los glaciares indicaba que el tiempo se estaba enfriando. Para demostrar la veracidad de su teoría, Venetz iría más allá. Recordaba un encuentro en las montañas en 1818 con un cazador de rebecos , que afirmaba que los glaciares habrían cubierto la totalidad de los Alpes, como demostraría el estriado de las rocas y los bloques erráticos encontrados en altitud. Esto planteaba una pregunta: ¿hasta dónde habrían avanzado los glaciares? Mediante la recopilación de pruebas en Suiza, concluyó mientras que la meseta suiza había estado ocupado por un glaciar.
En 1829, Venetz compartió sus observaciones y conclusiones con un amigo: Jean de Charpentier. En un principio escéptico, este quedó persuadido por la teoría de Venetz que explicaba una serie de fenómenos:
- el aspecto de los bloques erráticos con sus bordes no suavizados (inexplicables en el caso de un transporte fluvial);
- el reparto de los bloques en los valles: los bloques calcáreos en la derecha y los bloques de granito en la izquierda, un río no podría hacerlo contrariamente a un glaciar;
- la ausencia de estratificación o clasificación de los materiales;
- la traza de pequeños lagos en los huecos de morrenas ancianas en forma de depósitos estratificados localizados;

Pero el avance de los glaciares todavía era explicable por una elevación importante en los Alpes, que habrían alcanzado una mayor altura que a día de hoy y que desde entonces habrían encogido.
Louis Agassiz tuvo conocimiento de la teoría de los glaciares y se convirtió en uno de sus más acérrimos defensores. En 1837, comparando sus investigaciones europeas con las realizadas en América del Norte llegó a la conclusión de que una parte del hemisferio norte se encontraría bajo el hielo y habló de edad glacial (âge glaciaire). Agassiz y Roderick Impey Murchison fueron en 1840 a Escocia y descubrieron el estriado de las rocas y los bloques erráticos, signos de la presencia anterior de un casquete polar. William Buckland quedó convencido de la teoría de Agassiz, pero el mundo científico seguía estando dividido.
Charles Lyell, en sus Principios de Geología (Principles of Geology) (v. 1, 1830) elaboró una primera descripción de los bloques erráticos que es coherente con la comprensión moderna.
Charles Darwin publicó extensamente sobre fenómenos geológicos, analizando la distribución de bloques erráticos. En sus relatos escritos durante el viaje de HMS Beagle, Darwin observó una serie de grandes bloques erráticos de notable tamaño al sur del estrecho de Magallanes, Tierra del Fuego, y los atribuyó al arrastre del hielo desde la Antártida. Investigaciones recientes sugieren que es más probable que sean el resultado del arrastre de las corrientes de hielo de los glaciares lo que llevó a las rocas a sus ubicaciones actuales.
Hasta 1862 la teoría de los glaciares no fue unánime: Thomas Jamieson narró la ruptura de una presa escocesa y la ausencia total de fenómenos de estrías, bloques erráticos, etc. que deberían haber ocurrido.

## Varios
El pintor Inglés John Brett (1831-1902) lo ha representado en una de sus obras, Le Glacier de Rosenlaui (1857), donde dispuso un bloque de granito, de gneis y de roca metamórfica, evidentes delante del frente del glaciar.
El profesor Nérée Boubée (1806-62), especialmente naturalista y geólogo, esbozó una teoría de los "diluvios de origen cometario" en su libro de 1833 "Géologie élémentaire à la portée de tout le monde" [Geología elemental al alcance de todos]: trató de explicar la existencia de los bloques erráticos por cataclismos que tuvieron su origen en la colisión de un cometa con la Tierra. Según él, el impacto suspendió abruptamente la rotación terrestre, lo que provocaría la agitación general de las aguas y de las rocas móviles, dando como resultado, entre otras cosas, el movimiento de estas enormes rocas a lugares muy alejados de su masa de origen.

## Ejemplos

### Bloques erráticos glaciales

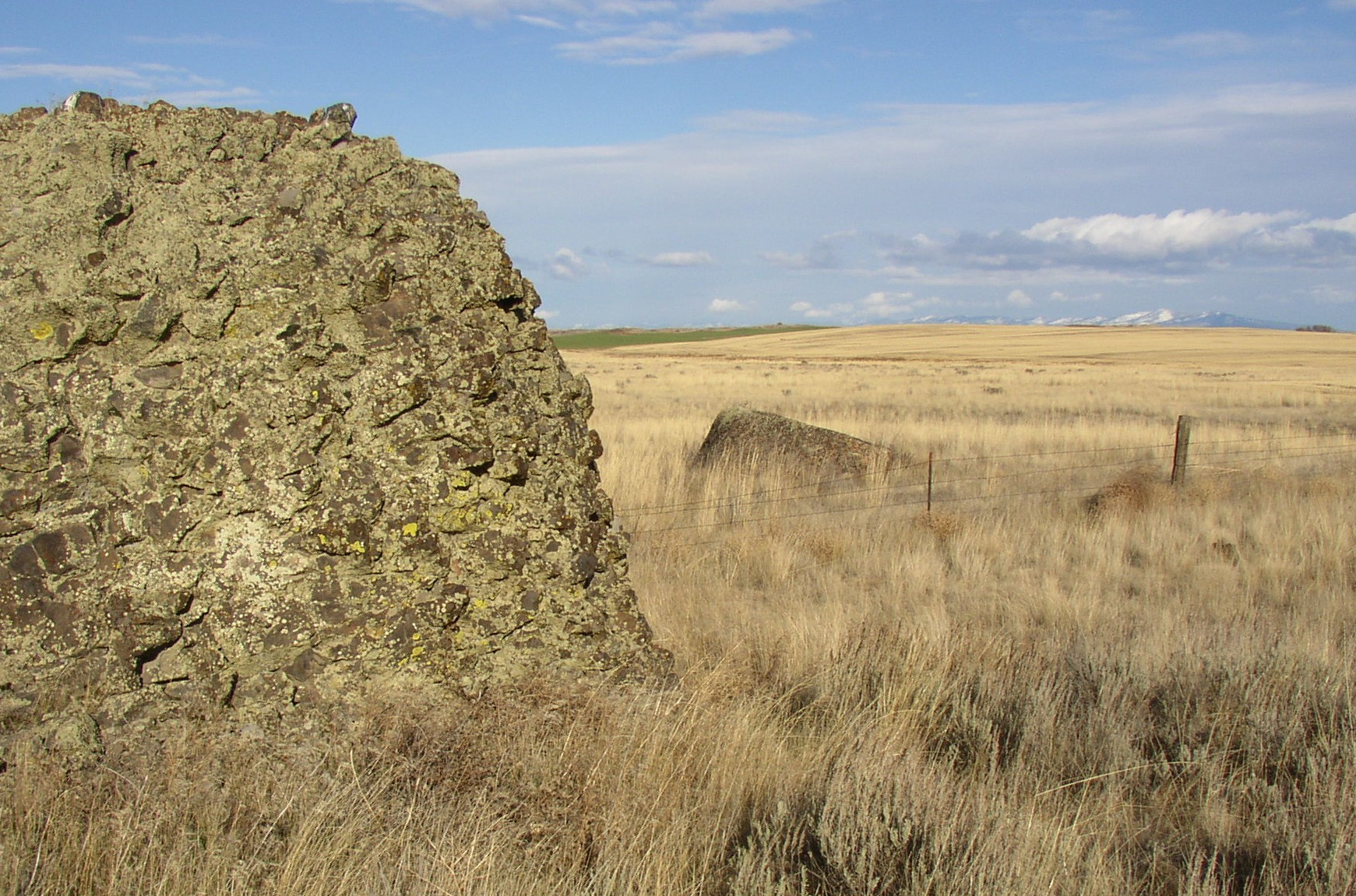
Ejemplo de bloques erráticos mixtos. La roca en primer plano es el basalto. La roca a través de la valla es de granito.

El bloque errático glaciar más grande conocido es la Big Rock, cerca de Okotoks, Alberta, Canadá. Otros ejemplos de bloques erráticos glaciares son:
- Bleasdell Boulder, al sur de Ontario, que ya fue descritó como de origen glacial por el reverendo William Bleasdell en 1872;[16]
- un bloque errático cubierto de helecho del tamaño de un garaje se encuentra en las montañas Cougar, cerca de Seattle;
- White Rock, en la Columbia Británica recibe su nombre de un bloque errático costero del tamaño de un garaje que se encuentra en la playa de Semiahmoo Bay, justo en la frontera con Washington.
- El Foothills Erratics Train, un depósito de rocas de diversos tamaños. Estos depósitos se extienden en una estrecha franja de unos 600 km desde el valle del río Athabasca, en Alberta , hasta el suroeste de la provincia;
- Doane Rock, la roca expuesta más grande en la Cape Cod;
- Madison Boulder, un bloques errático glacial de 5.000 toneladas, del tamaño de una pequeña casa, en Madison (New Hampshire);
- La parte norte de la ciudad de Waterville, Washington tiene un gran número de grandes bloques erráticos de basalto, en particular, a lo largo de la morrena que corre de este a oeste por el McNeil Canyon.
- Cloughmore, una roca de grandes dimensiones ubicadas en Irlanda transportada desde Escocia.

### Bloques erráticos arrastrados por inundaciones
En el caso de que el hielo glacial sea "navegable" por una inundación, como la que se dio cuando se rompió el dique de hielo durante las inundaciones Missoula, los bloques erráticos se depositan donde el hielo finalmente libera su carga de escombros. Uno de los ejemplos más inusuales se encuentra lejos de su origen en Idaho, en el Erratic Rock State Natural Site, en las afueras de McMinnville, Oregon. El parque incluye un ejemplar de 40 toneladas, el mayor bloque errático encontrado en el valle del río Willamette.